# Hautaget
Hautaget est une commune française située dans l'est du département des Hautes-Pyrénées, en région Occitanie. Sa région historique est la Gascogne. Ses habitants sont appelés les Hautagettois. Ils portent également un nom gascon : Es caps-pelats (les chauves). Sur le plan historique et culturel, la commune est dans le pays de Comminges, correspondant à l’ancien comté de Comminges, circonscription de la province de Gascogne située sur les départements actuels du Gers, de la Haute-Garonne, des Hautes-Pyrénées et de l'Ariège.
Exposée à un climat de montagne, elle est drainée par divers petits cours d'eau. La commune possède un patrimoine naturel remarquable : un site Natura 2000 (« Garonne, Ariège, Hers, Salat, Pique et Neste ») et trois zones naturelles d'intérêt écologique, faunistique et floristique.
Hautaget est une commune rurale qui compte 60 habitants en 2022, après avoir connu un pic de population de 159 habitants en 1856. Elle fait partie de l'aire d'attraction de Lannemezan. Ses habitants sont appelés les Hautagettois ou  Hautagettoises.
Sa géographie est celle d'un village du piémont pyrénéen caractérisé par un climat montagnard soumis aux influences océanique et continentale.
Sa sociologie paysanne a été fortement marquée par les traditions pyrénéennes et les modes de vie qui reposent essentiellement, jusqu'au milieu du XXe siècle, sur une polyculture de subsistance. La monographie villageoise, rédigée par l'instituteur R. Soubielle en 1887, décrit assez précisément la commune de Hautaget à la fin du XIXe siècle.
Aujourd'hui, Hautaget subit les transformations profondes du monde rural au sein d'une nouvelle réorganisation territoriale.

## Géographie

### Localisation
Commune du piémont pyrénéen, Hautaget est située dans l'est du département des Hautes-Pyrénées (65), dans la basse vallée de la Neste. Elle se trouve à une cinquantaine de kilomètres de Lourdes, à proximité et à équidistance des deux villes voisines que sont Lannemezan dans le même département et Montréjeau dans la Haute-Garonne. Elle est aux frontières particulièrement imbriquées de trois pays historiques géographiquement éclatés : Comminges, Quatre-Vallées et Rivière-Verdun.
Le périmètre exact de la commune est précisé dans le procès-verbal de délimitation daté de 1828.
Le village est situé plus précisément sur les limites nord-ouest d'un espace naturel appelé Vallon de Bouchère. Ce dernier est composé également des terres des trois communes voisines qui sont : Nestier à l'est, Bize au sud et Montsérié au sud-ouest.

### Communes limitrophes
|           | Anères   |         |
| Bizous    | Hautaget | Nestier |
| Montsérié | Bize     |         |

### Géologie et relief
Hautaget s'est construit au pied des contreforts de la chaîne pyrénéenne qui s'abaissent vers la vallée de la Garonne. Il est situé sur les dernières assises qui montent vers le plateau de Lannemezan, sur un dépôt post-albien au contact des dépôts quaternaires de ce plateau. Le village est en bordure de la dépression karstique appelée de Bize, sur un des lambeaux de la terrasse alluviale appelée de La Barthe-de-Neste ou de Montréjeau. Le sol est constitué de terres silico-argilo-calcaires.

### Hydrogéologie
Les terres de Hautaget sont de façon typique une manifestation karstique. Un tel système géologique est défini par la présence de lapiaz, de dolines et de cavernes sèches, composé de cavités auxquelles s'ajoute un réseau hydrique constitué de sources et rivières souterraines. Une source, ou résurgence encore appelée fontaine, alimente un lavoir-abreuvoir à l'entrée sud-est du village sur la D 526. Une deuxième source est située dans le quartier Cazenave. Par ailleurs, on compte deux ruisseaux au débit relativement modeste : l'un appelé La Bernéde formant la limite nord-ouest avec le village de Bizous et le second appelé Arrieu Marty formant la limite sud-est avec Nestier.

### Climat
Le climat qui caractérise la commune est qualifié, en 2010, de « climat océanique dégradé des plaines du Centre et du Nord », selon la typologie des climats de la France qui compte alors huit grands types de climats en métropole. En 2020, la commune ressort du type « climat océanique altéré » dans la classification établie par Météo-France, qui ne compte désormais, en première approche, que cinq grands types de climats en métropole. Il s’agit d’une zone de transition entre le climat océanique et les climats de montagne et semi-continental. Les écarts de température entre hiver et été augmentent avec l'éloignement de la mer. La pluviométrie est plus faible qu'en bord de mer, sauf aux abords des reliefs.
Les paramètres climatiques qui ont permis d’établir la typologie de 2010 comportent six variables pour les températures et huit pour les précipitations, dont les valeurs correspondent à la normale 1971-2000. Les sept principales variables caractérisant la commune sont présentées dans l'encadré ci-après.
| Paramètres climatiques communaux sur la période 1971-2000 - Moyenne annuelle de température : 11,2 °C - Nombre de jours avec une température inférieure à −5 °C : 5,2 j - Nombre de jours avec une température supérieure à 30 °C : 5 j - Amplitude thermique annuelle : 14,3 °C - Cumuls annuels de précipitation : 975 mm - Nombre de jours de précipitation en janvier : 9,6 j - Nombre de jours de précipitation en juillet : 7,3 j |

Avec le changement climatique, ces variables ont évolué. Une étude réalisée en 2014 par la Direction générale de l'Énergie et du Climat complétée par des études régionales prévoit en effet que la  température moyenne devrait croître et la pluviométrie moyenne baisser, avec toutefois de fortes variations régionales. Ces changements peuvent être constatés sur la station météorologique de Météo-France la plus proche, « Nestier », sur la commune de Nestier, mise en service en 1946 et qui se trouve à 2 km à vol d'oiseau,, où la température moyenne annuelle est de 11,8 °C et la hauteur de précipitations de 1 049,8 mm pour la période 1981-2010.
Sur la station météorologique historique la plus proche, « Tarbes-Lourdes-Pyrénées », sur la commune d'Ossun,  mise en service en 1946 et à 42 km, la température moyenne annuelle évolue de 12,2 °C pour la période 1971-2000, à 12,6 °C pour 1981-2010, puis à 12,9 °C pour 1991-2020.

### Voies de communication et transports
Cette commune est desservie par les routes départementales D 26 et D 526.

## Urbanisme

### Typologie
Au 1er janvier 2024, Hautaget est catégorisée commune rurale à habitat très dispersé, selon la nouvelle grille communale de densité à sept niveaux définie par l'Insee en 2022.
Elle est située hors unité urbaine. Par ailleurs la commune fait partie de l'aire d'attraction de Lannemezan, dont elle est une commune de la couronne,. Cette aire, qui regroupe 65 communes, est catégorisée dans les aires de moins de 50 000 habitants,.

### Occupation des sols
L'occupation des sols de la commune, telle qu'elle ressort de la base de données européenne d’occupation biophysique des sols Corine Land Cover (CLC), est marquée par l'importance des territoires agricoles (81,9 % en 2018), une proportion identique à celle de 1990 (81,9 %). La répartition détaillée en 2018 est la suivante : 
prairies (81,9 %), forêts (18,1 %).
L'IGN met par ailleurs à disposition un outil en ligne permettant de comparer l’évolution dans le temps de l’occupation des sols de la commune (ou de territoires à des échelles différentes). Plusieurs époques sont accessibles sous forme de cartes ou photos aériennes : la carte de Cassini (XVIIIe siècle), la carte d'état-major (1820-1866) et la période actuelle (1950 à aujourd'hui).

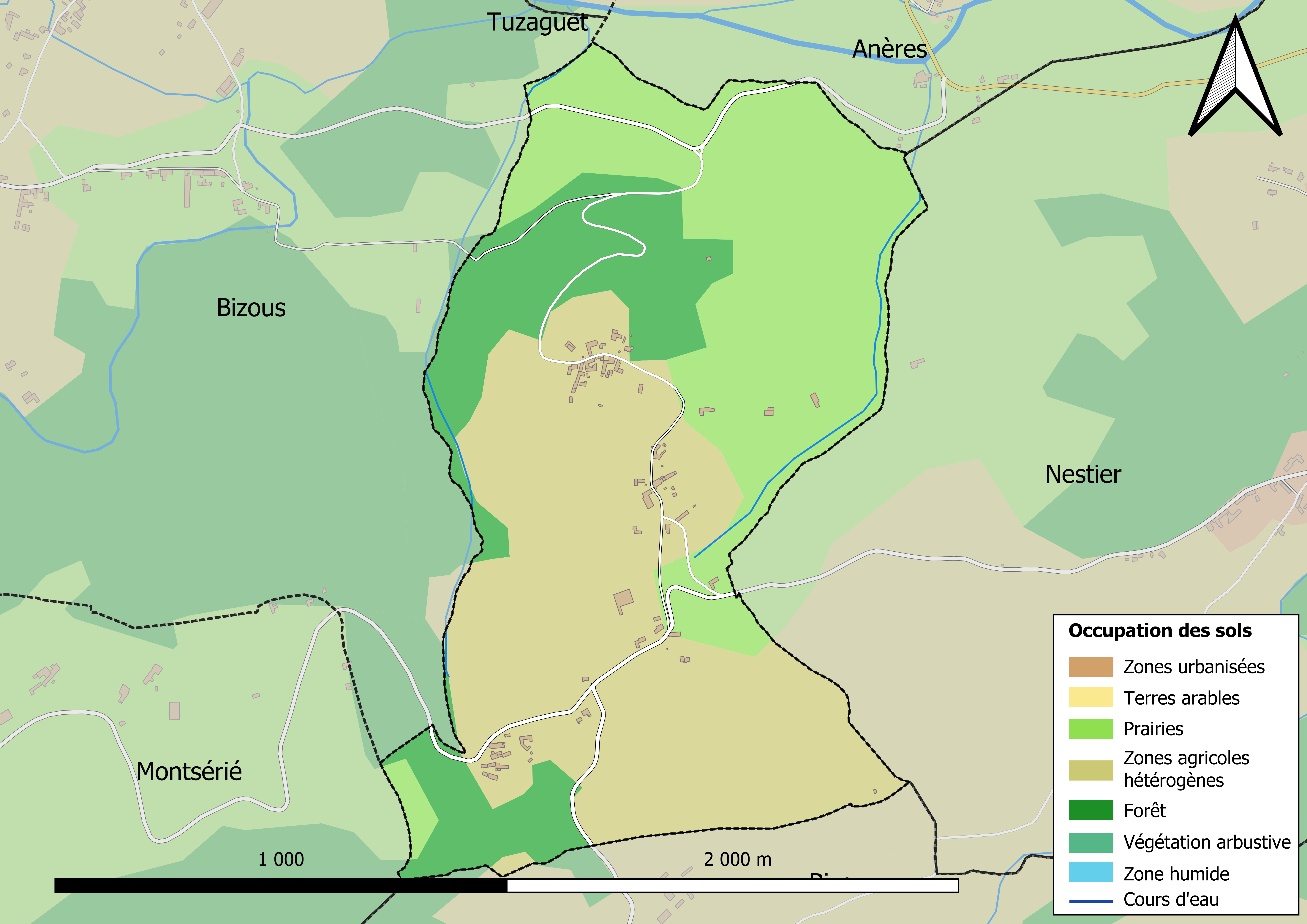
Carte des infrastructures et de l'occupation des sols en 2018 (CLC) de la commune.
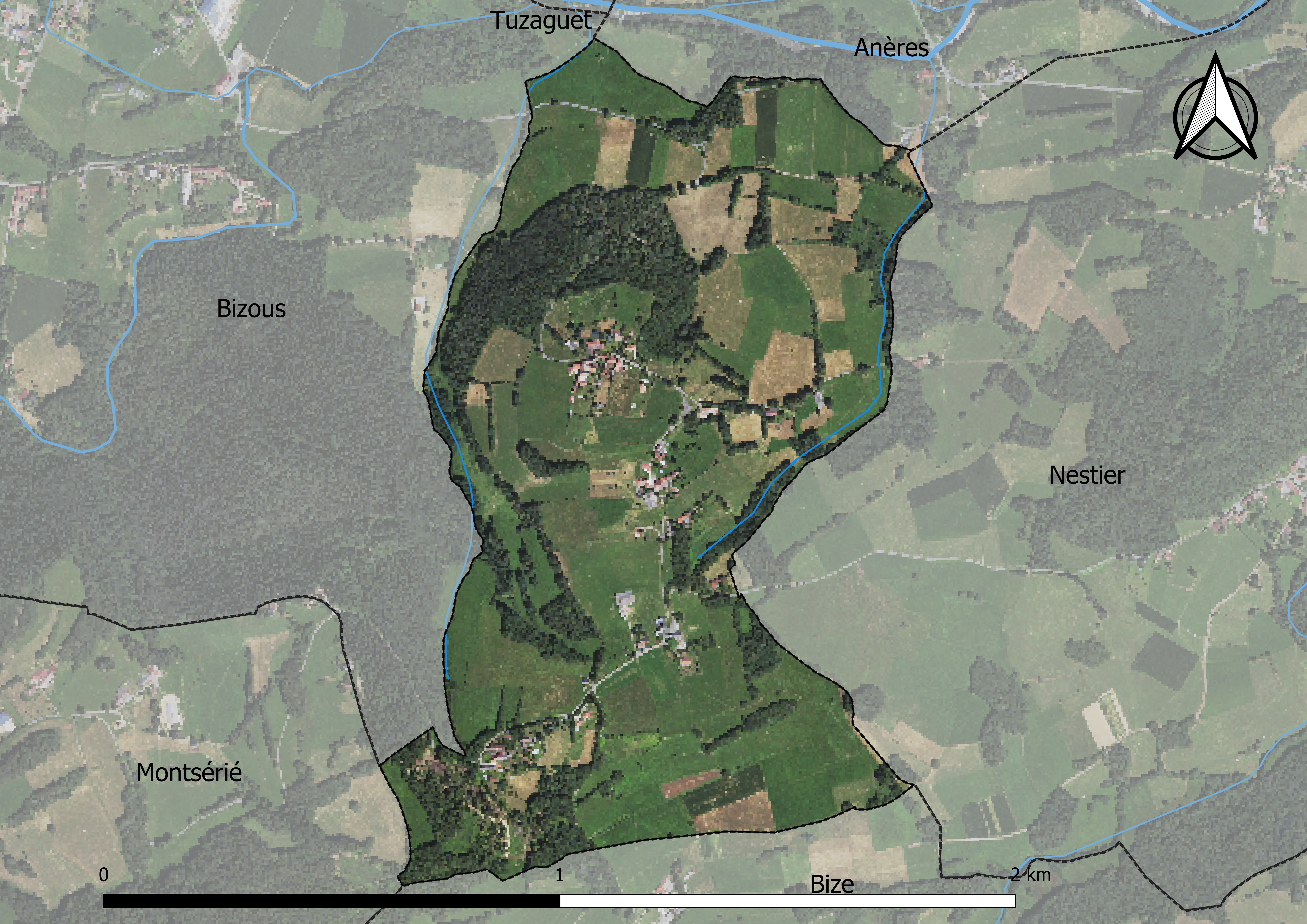
Carte orthophotogrammétrique de la commune.

### Morphologie urbaine

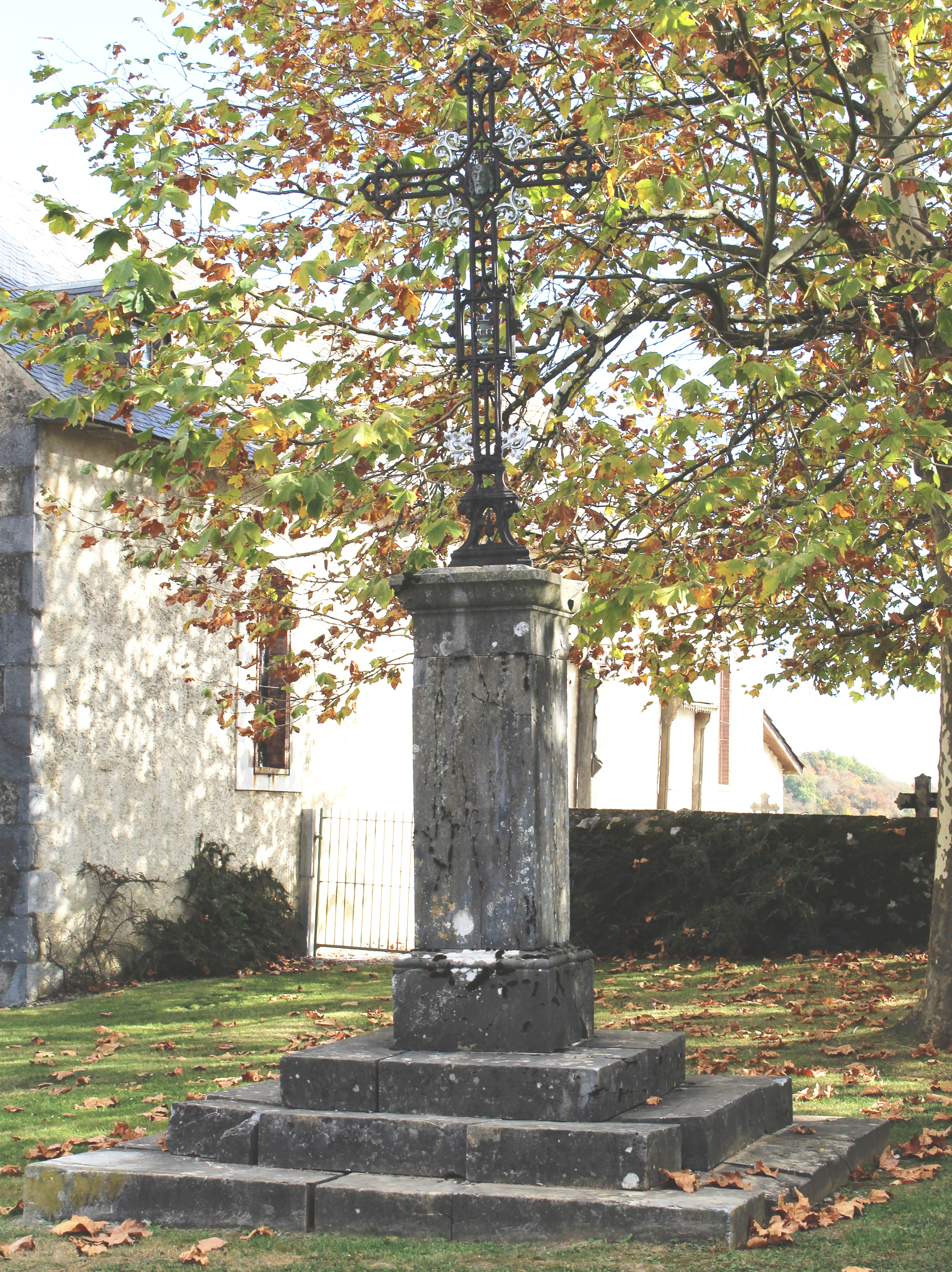
Une croix.

Hautaget est composé des quartiers caractéristiques suivants : le quartier de Cazenave (encore écrit Cazanave dans certains documents) à la sortie nord-ouest du village sur la D 526 en direction de Montsérié, les deux quartiers La Gleize (mot gascon qui signifie L'Eglise) et Sempé qui caractérisent le centre du village, Lat Sarrat à la sortie nord-est en direction de Bizous et Anères. Il compte aussi un lieu particulier appelé le Camp de Cazes.
Les autres lieux-dits connus sont les suivants : Le Coustalat (versant nord-est boisé à forte dénivelé dans lequel serpente la route qui relie Hautaget à Anères et Bizous) ; Moumouli (les près et les champs situés au bas du Coustalat, côté gauche de la route) ; Aroquebert encore écrit Roquebert (les près et les champs situés au bas du Coustalat, côté droit de la même route) ; Les Courreyes (les près et les champs situés à hauteur du quartier Sempé, dans la zone nord-ouest du village), autre nom donné au Coustalat dans certains documents ou carte IGN ; Cap de Marto : parcelles situées sur la colline caractéristique du Mont Marteau, site protohistorique répertorié, limitrophe de Bize et Montsérié dans le quartier Cazenave.

### Logement
En 2012, le nombre total de logements dans la commune est de 31.
Parmi ces logements, 72,9 % sont des résidences principales, 13,5 % des résidences secondaires et 13,5 % des logements vacants.
La plupart des maisons sont construites au XIXe siècle. Ce sont des constructions typiques aux toits de tuile. Les bâtiments principaux enserrent une cour intérieure fermée par un portail. La maison porte un nom complété souvent par un sobriquet. Une tradition gasconne veut que l'on désigne une personne du village par le nom de la maison (en so dé...) et non par son patronyme. Exemples : en so dé Paul, en so dé Ménicou, en so dé Pèle, en so dé Pite, en so dé Estièni, en so dé Urbain, en so dé Fèlis.. C'est avant tout une manière de résoudre les difficultés d'homonymie car on s’appelle souvent Dupuy, Grazide, Bazerque, Barrère ou Castéran.

### Risques naturels et technologiques
Les principaux risques recensés sur la commune sont les suivants : inondations, crues, séismes, ruptures de barrage. Le plan de prévention des risques (PPR) a été prescrit le 5 avril 2018. Le plan communal de sauvegarde (PCS) précise les conduites à tenir par les villageois dans le cas de catastrophes naturelles ou autres. L'information des acquéreurs et des locataires (IAL) sur le territoire communal fait l'objet d'un document administratif appelé Etat des servitudes "risques" et d'information sur les sols.

## Étymologie-Toponymie

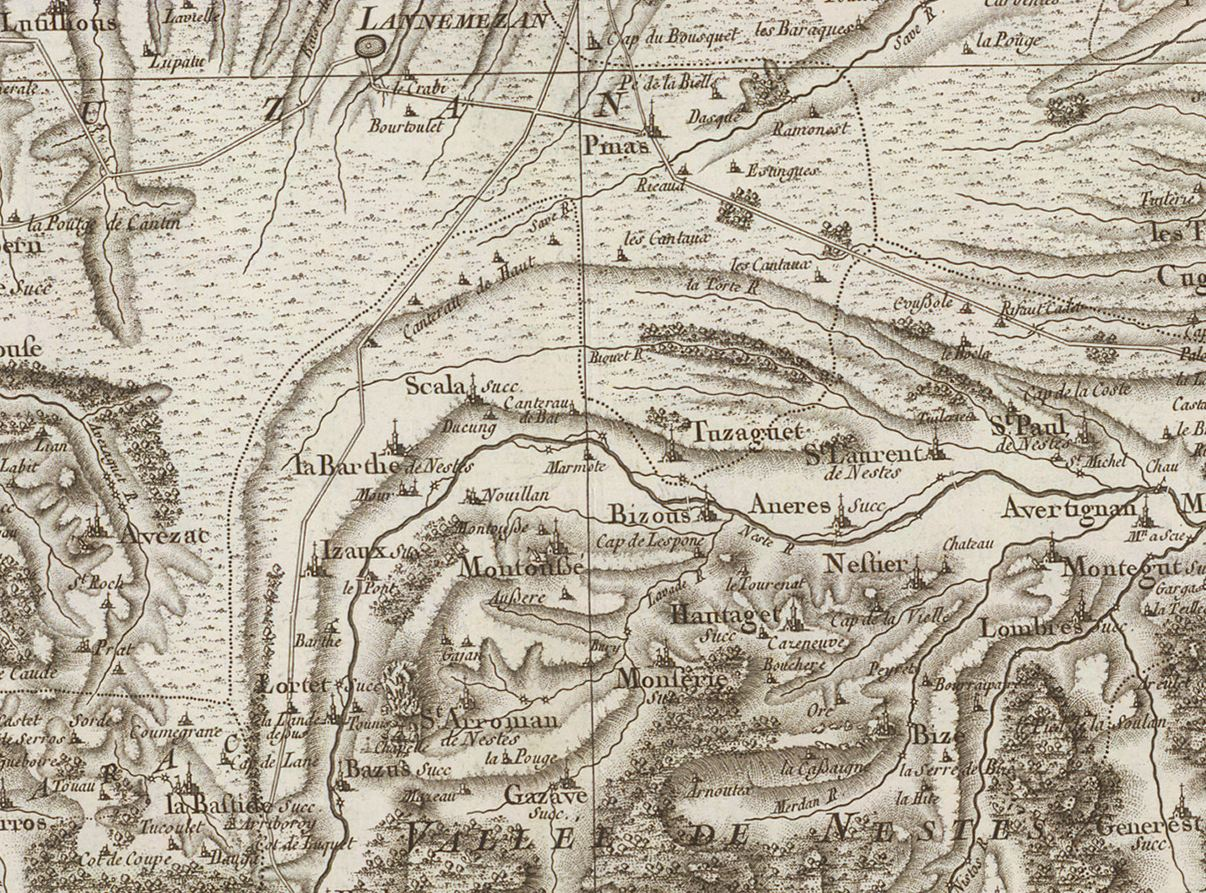
Extrait de la carte de Cassini (entre 1756 et 1789) situant Hautaget au sud-est de Lannemezan.

Dénominations historiques : Hotaget (1790, Département) ; Hautaget (fin XVIIIe siècle, carte de Cassini).
Du gascon haut (= haut) et haget (= hêtraie).
Du latin altus (= haut) et fagetum (= hêtraie)
Nom occitan : Hauthaget.
Prononciation locale : Haoutaillet. C'est à partir de ce mot du langage local que R. Soubielle, dans sa monographie villageoise de 1887, émet deux autres hypothèses relatives à l'origine du nom Hautaget. Ce dernier viendrait soit d'un mot patois Haoutéguet signifiant  légèrement élevé, soit de deux mots patois : ayet signifiant cabane foraine édifiée sur un terrain inculte récemment défriché et haout signifiant relativement élevé. Selon Soubielle, l'origine du village bâti au Moyen Âge serait liée effectivement à l'édification d'une première cabane par un habitant d'un village voisin. En 1786, les terres de Hautaget appartiennent encore principalement à des particuliers de Bize et d'Anères.

## Histoire
L'Histoire de la commune de Hautaget est intimement liée à l'Histoire de l'espace naturel dans lequel elle se trouve : le vallon de Bouchère.

### Préhistoire
En cette période préhistorique du Paléolithique moyen (50 000 ans avant notre ère), les terres de Hautaget et du vallon de Bouchère sont fréquentées par les hommes de Néandertal, des nomades qui vivent de la chasse et de la cueillette. Pour ces premiers Homo sapiens, le vallon de Bouchère est un terrain de chasse idéal, une nasse naturelle au fond de laquelle il est facile de prendre au piège les animaux sauvages. Par ailleurs, à l'entrée du vallon, la grotte du Cap de la Bielle à Nestier offre à ces chasseurs-cueilleurs un abri naturel lors des épisodes climatiques particulièrement rigoureux.

### Époque gauloise
Une première communauté humaine s'est vraisemblablement installée, dès cette époque, dans le vallon de Bouchère. En 1872, cinq dolmens y sont recensés assez précisément près du mont Ergé,, encore appelé mont Marteau, montagne du Russe ou Cap Martel, situé à la fois sur les deux communes de Montsérié et de Hautaget, aujourd'hui limitrophe du quartier Cazenave de cette dernière.

### Antiquité
Les terres qui allaient voir quelques siècles plus tard l'édification du village, sont rattachées à la capitale régionale Lugdunum Convenarum (Saint-Bertrand-de-Comminges) dans cette grande province appelée Novempopulanie. Selon certains auteurs locaux, elles appartiennent au pagus de Nestier (erreur toponymique : au lieu de lire pagus de Nestier, lire plutôt pagus du Nestès) auquel s'est étendu le culte du dieu Ergé, le dieu protecteur, le principal dieu des populations de la Basse Neste. Dans l'organisation territoriale romaine de la région, les terres de Hautaget appartiennent donc à la Civitas Convenenensium, la Cité des Convènes, qui englobe la haute vallée de la Garonne et la vallée de la Neste.
A la fin du XIXe siècle, un autel votif gallo-romain dédié à Belex est découvert sur le territoire de la commune par M. Rumeau, receveur des impôts à Nestier. Cette découverte est faite dans le cadre de la mise au jour du site protohistorique de Montsérié sur le mont Marteau.

### Moyen Âge
Lors du recensement de 1387 dans l'archiprêtré de la Neste dévasté par l'épidémie de la peste noire, la paroisse de Hautaget n'est pas répertoriée. À cette même période, les rares survivants de Buret, annexe paroissiale de Nestier située dans le vallon de Bouchère selon certains auteurs locaux, se seraient réfugiés sur les collines voisines formant ainsi la première communauté villageoises de Hautaget. Cette hypothèse n'est pas fondée. Une hypothèse plus crédible précise que Buret était située géographiquement près du village de Lombrès, autre annexe paroissiale de Nestier, qui compte aujourd'hui sur son territoire un lieu-dit du même nom.

### Temps modernes:Ancien Régime

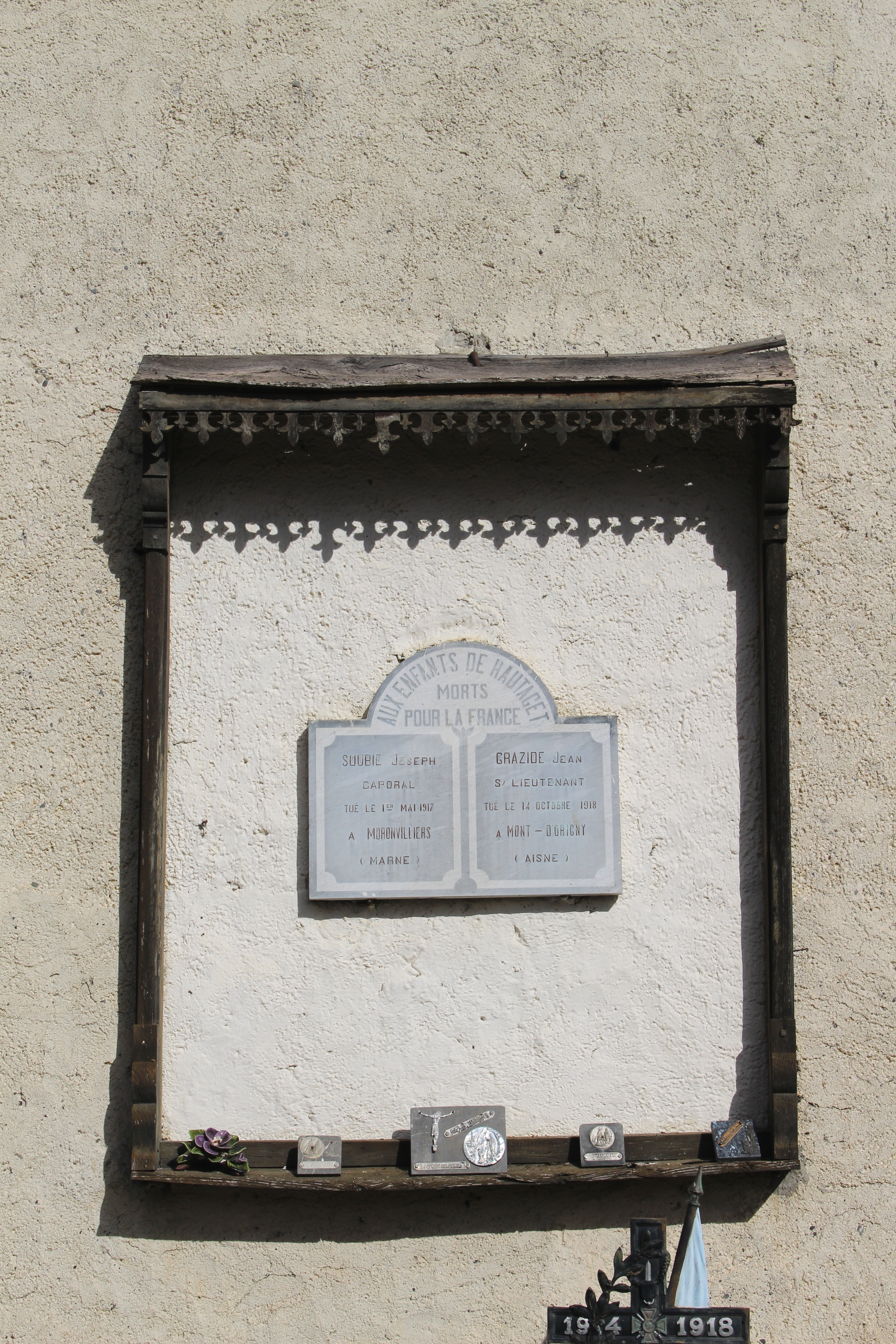
Le monument aux morts.

Le village de Hautaget ressort de la Sénéchaussée de Toulouse, de l'élection de Comminges, de la baronnie de Labarthe. Il est justiciable du juge de cette dernière entité territoriale.
Le seigneur de Hautaget cité à cette époque est Cyrique Penne de Villemur (1727 - 1794), baron de Marsas au diocèse de Tarbes, baron des États du Nébouzan.
Ne possédant pas de moulin, le village doit acheter le droit de mouture pour ses habitants auprès du seigneur local. En 1643, les villageois utilisent le moulin de Bizous situé sur le ruisseau La Gazave, appartenant à J. Lacasse, docteur et avocat. En 1653, ils utilisent le moulin d'Anères sur la Neste, qui appartient à B. de Mun, beau-frère de A. de Verdelin, seigneur et baron de Montégut.
Par ailleurs, le livre terrier de Hautaget daté de 1621-1792 précise, à cette époque-là, la répartition des parcelles privées et communales. De plus, le plan cadastral napoléonien de Hautaget est consultable aujourd'hui sur le site des archives départementales des Hautes-Pyrénées.

### Révolution françaiseetEmpire
Hautaget est situé dans le canton de Nestier de 1790 à 1870 puis dans celui de Saint-Laurent-de-Neste après le transfert du chef-lieu de canton décidé par Napoléon III en 1871.

### Époque contemporaine
Deux Hautagettois ont été tués au cours de la Première Guerre mondiale. Leurs noms sont inscrits sur le monument aux morts villageois situé dans l'enceinte du cimetière sur un des murs de l'église mitoyen.
En 1939, la commune possède un bureau de bienfaisance auquel le conseil général attribue une subvention de 8 francs.

## Politique et administration

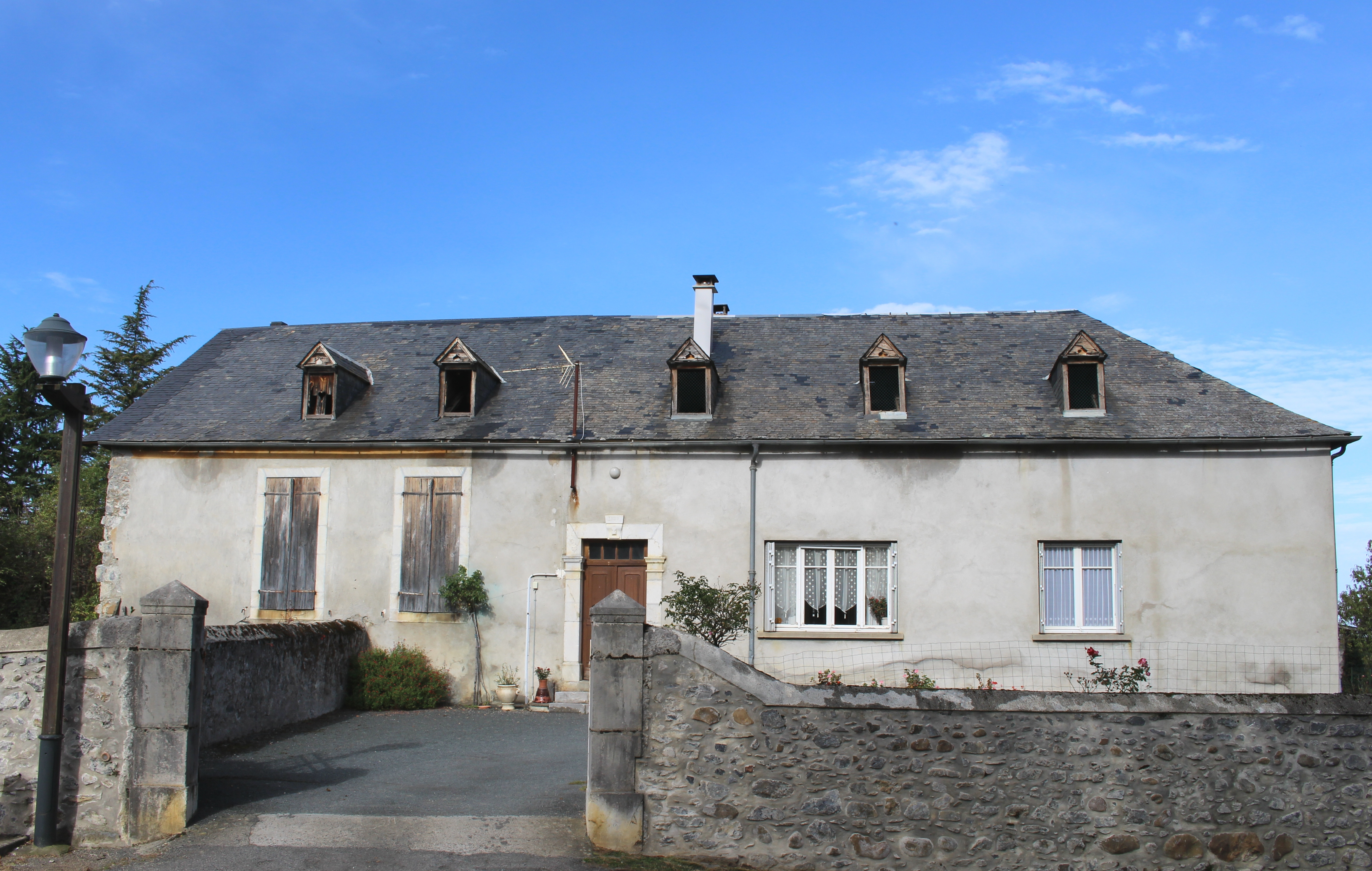
La mairie en 2014.

### Liste des maires
| Période                                  | Période  | Identité               | Étiquette | Qualité |
| ---------------------------------------- | -------- | ---------------------- | --------- | ------- |
| Les données manquantes sont à compléter. |          |                        |           |         |
|                                          |          |                        |           |         |
| mars 2001                                | En cours | Jean-François Fourquet |           |         |

### Rattachements administratifs et électoraux
Aujourd'hui, Hautaget appartient à la communauté de communes Neste Barousse créée en 2017, rassemblant 43 communes, et au canton de la Vallée de la Barousse créé en 2015 rassemblant 52 communes (avant le redécoupage départemental de 2014, Hautaget faisait partie de l'ex-canton de Saint-Laurent-de-Neste). Le bureau centralisateur, anciennement chef-lieu de canton, est situé à Lannemezan. Hautaget appartient également au Pays des Nestes, un des cinq Pays du département des Hautes-Pyrénées, créé en 2004 et devenu aujourd'hui Pôle d’équilibre territorial et rural (PETR) du Pays des Nestes.

### Comptes publics de la commune de Hautaget
Le budget de la commune est voté tous les ans au printemps. Il comprend une section fonctionnement et une section investissement. Chaque section présente un poste recettes et un poste dépenses. Le budget est adopté en équilibre.

### Cadastre communal
Le cadastre communal présente les différentes parcelles de terrain publiques et privées, répertoriées administrativement.

### Services publics

#### Structures de rattachement technique
La commune de Hautaget est rattachée aux structures ou services suivants :
- Syndicat départemental d'énergie des Hautes-Pyrénées (SDE 65)[43] : aménagement, entretien et travaux relatifs aux installations de l'éclairage public communal.
- Syndicat intercommunal d'alimentation en eau potable de l'Arize-Nistos[44] : alimentation en eau potable de la commune.
- Service départemental d'incendie et de secours (SDIS 65)[45] avec son centre de secours de Lannemezan renforcé éventuellement par celui de Montréjeau : assurer les missions de secours auprès de la commune.
- Syndicat mixte de collecte et de traitement des ordures ménagères (SMECTOM) du Plateau de Lannemezan, des Nestes et des Coteaux[46] : établissement public de coopération intercommunale (EPCI) chargé de la collecte et du traitement des déchets.
- Syndicat mixte de traitement des déchets ménagers et assimilés des Hautes-Pyrénées (SMTD 65)[47] : compétence « traitement des déchets ménagers ».

#### Structures d'aides à la personne
- maison départementale de solidarité[49] (site des Coteaux Lannemezan-Neste-Barousse) : aide en matière de protection de l’enfance, de soutien aux parents, de santé et de prévoyance, d’insertion, de handicap, de maintien à domicile ;
- maison départementale des personnes handicapées[50] (MDPH) : actions pour l’égalité des droits et des chances, la participation et la citoyenneté des personnes handicapées ;
- structures de prévention et protection des familles et des enfants[51].

## Population et société

### Démographie

#### Évolution démographique
L'évolution du nombre d'habitants est connue à travers les recensements de la population effectués dans la commune depuis 1793. Pour les communes de moins de 10 000 habitants, une enquête de recensement portant sur toute la population est réalisée tous les cinq ans, les populations de référence des années intermédiaires étant quant à elles estimées par interpolation ou extrapolation. Pour la commune, le premier recensement exhaustif entrant dans le cadre du nouveau dispositif a été réalisé en 2006.

En 2022, la commune comptait 60 habitants, en évolution de +11,11 % par rapport à 2016 (Hautes-Pyrénées : +1,59 %, France hors Mayotte : +2,11 %).
| 1793 | 1800 | 1806 | 1821 | 1831 | 1836 | 1841 | 1846 | 1851 |
| ---- | ---- | ---- | ---- | ---- | ---- | ---- | ---- | ---- |
| 108  | 121  | 134  | 136  | 148  | 148  | 157  | 159  | 150  |

| 1856 | 1861 | 1866 | 1872 | 1876 | 1881 | 1886 | 1891 | 1896 |
| ---- | ---- | ---- | ---- | ---- | ---- | ---- | ---- | ---- |
| 159  | 145  | 135  | 130  | 130  | 141  | 135  | 123  | 106  |

| 1901 | 1906 | 1911 | 1921 | 1926 | 1931 | 1936 | 1946 | 1954 |
| ---- | ---- | ---- | ---- | ---- | ---- | ---- | ---- | ---- |
| 114  | 122  | 122  | 98   | 90   | 80   | 76   | 64   | 60   |

| 1962 | 1968 | 1975 | 1982 | 1990 | 1999 | 2006 | 2011 | 2016 |
| ---- | ---- | ---- | ---- | ---- | ---- | ---- | ---- | ---- |
| 68   | 59   | 55   | 43   | 30   | 31   | 43   | 50   | 54   |

| 2021 | 2022 | - | - | - | - | - | - | - |
| ---- | ---- | - | - | - | - | - | - | - |
| 58   | 60   | - | - | - | - | - | - | - |

### Enseignement
L'école communale est construite en 1882. Elle fermera ses portes dans les années 1970, Mme Barrère étant la dernière institutrice villageoise ayant exercé. La commune ne dispose donc plus d'établissement scolaire. L'école maternelle la plus proche est celle d'Aventignan et l'école primaire est située à Saint-Laurent-de-Neste. Hautaget appartient à la zone C des vacances scolaires (académie de Toulouse).

### Manifestations culturelles et festivités
La fête locale a lieu le deuxième week-end du mois de juillet. Elle est appelée fête patronale de la Saint-Vincent.

### Religion: la paroisse de Hautaget
Saint Vincent de Saragosse (saint patron des vignerons) est le saint patron de la paroisse.
En 1788, Hautaget est l'annexe paroissiale de Bizous. Elle appartient à l'archiprêtré de Montoussé. Son vicaire a pour nom Bize.

### Archives communales
Certaines archives communales sont déposées aux Archives départementales des Hautes-Pyrénées.

## Culture locale et patrimoine

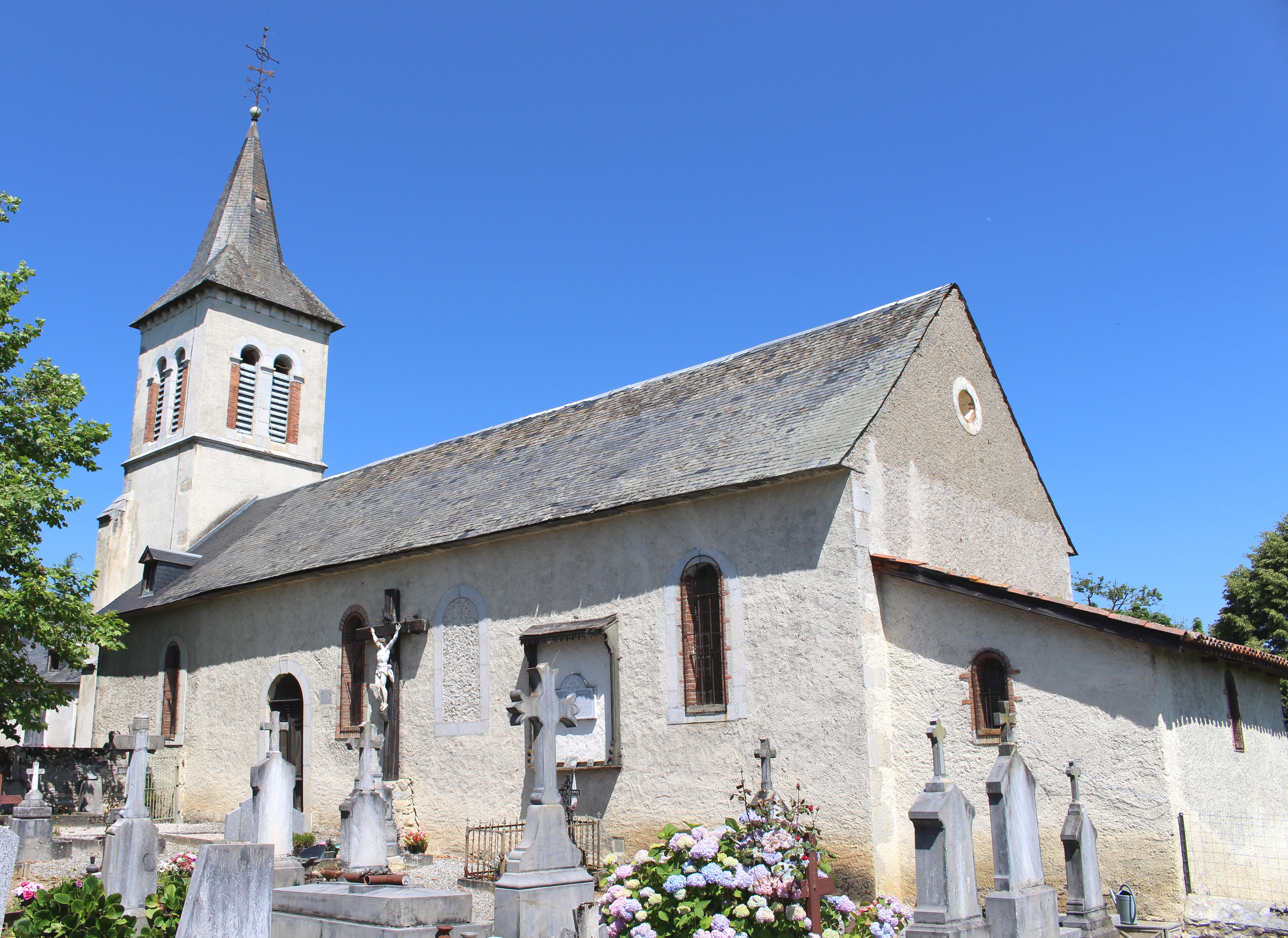
L'église Saint-Vincent en 2016.

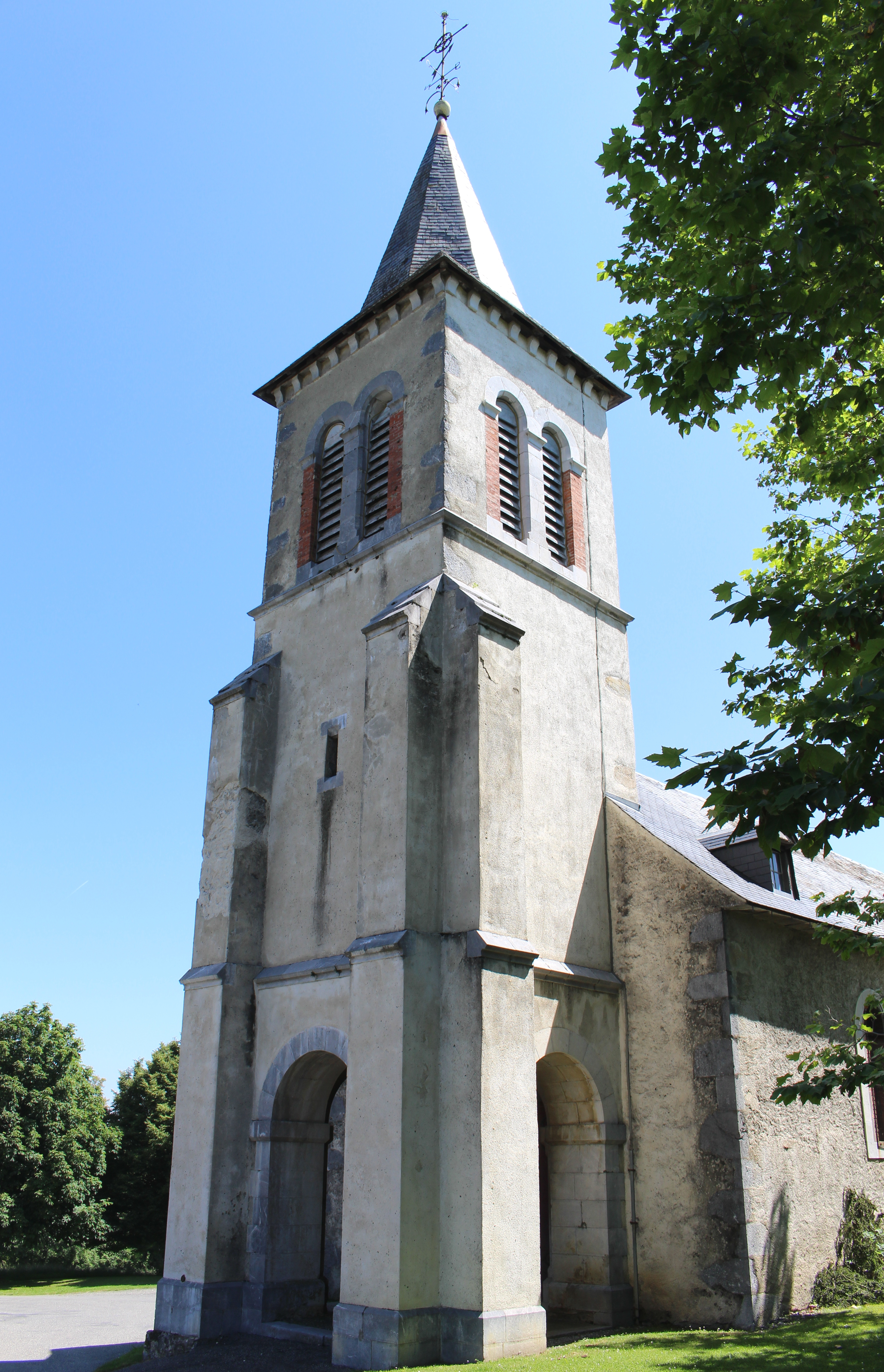
Le clocher.

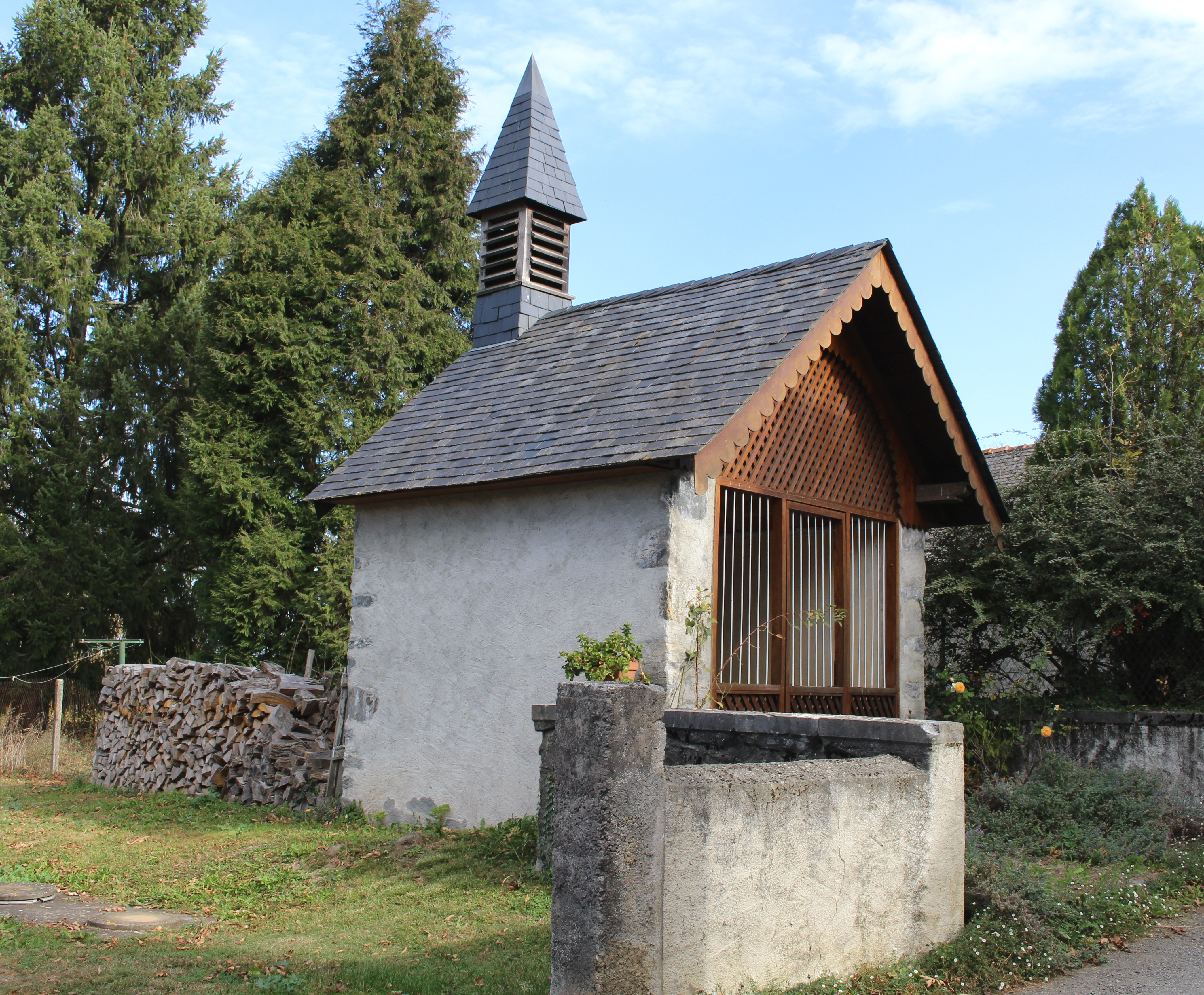
L'oratoire.

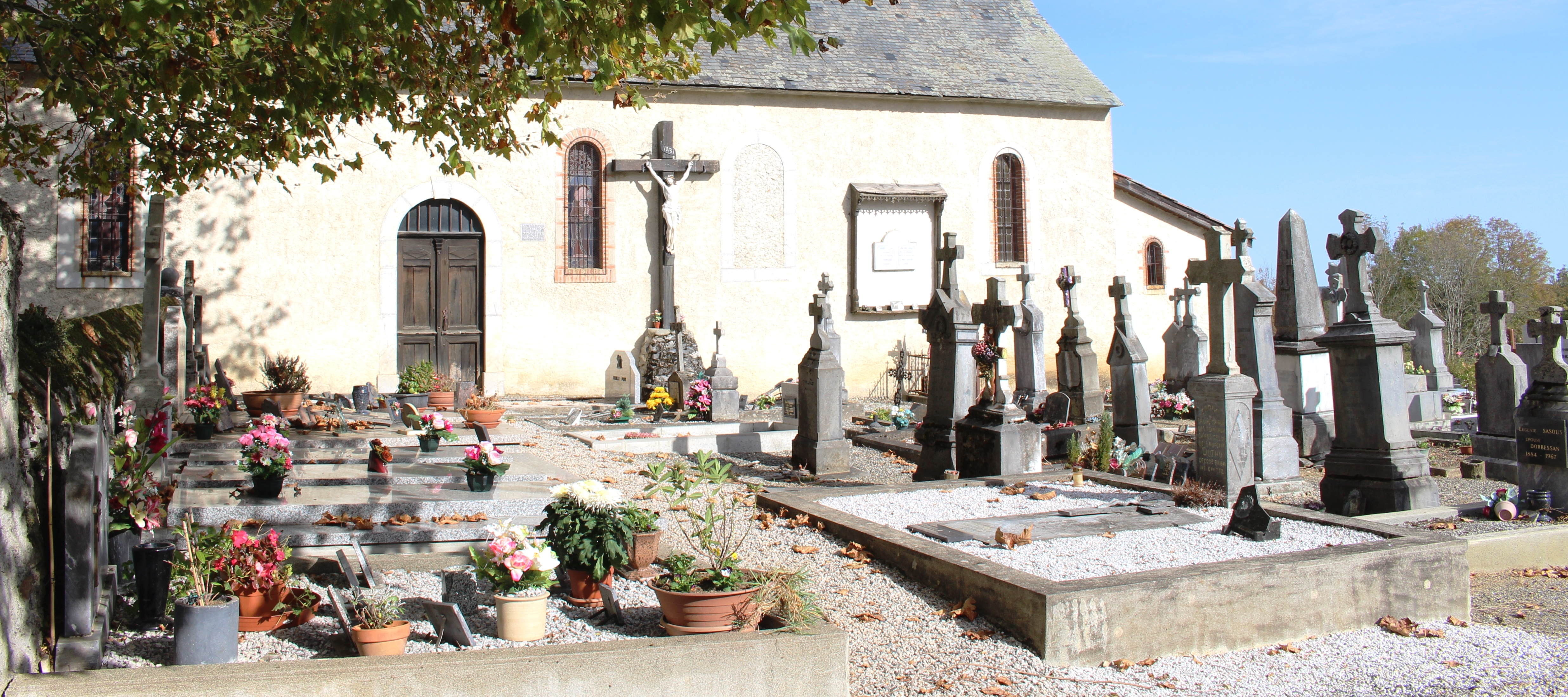
Le cimetière.

### Lieux et monuments
- Église Saint-Vincent[59]. Elle abrite une statue de la Vierge à l'Enfant inspirée du modèle Notre-Dame des Victoires du XIXe siècle.
- Oratoire. Encore appelé  Chapelle Notre-Dame de Lourdes. Édifié à la fin du XIXe siècle à l'entrée nord de Hautaget par des artisans locaux, selon le projet conçu par une carmélite originaire du village. La cloche a été donnée par l'abbé Dupuy curé de Puntous.
- Montjoie de Notre-Dame à 300 mètres environ au sud de l'église.

### Personnalités liées à la commune
- Géraud Dassen (encore écrit Dassain) dit « du baile », homme de loi (praticien) sous le règne d'Henri IV vers 1595.
- Noble Guillaume de Noyès, maître-verrier, fin du XVIe siècle.
- R. Soubielle, instituteur villageois, auteur de la monographie de 1887[2].
- Joseph Dorbessan, né à Hautaget, vicaire d'Ibos, début du XXe siècle.

### Héraldique
| Blason | Blasonnement : D'argent à l'aigle bicéphale de sable. |